# Фалерна
Фалерна је насеље у Италији у округу Катанцаро, региону Калабрија.
Према процени из 2011. у насељу је живело 988 становника. Насеље се налази на надморској висини од 588 м.

## Становништво
Према резултатима пописа становништва 2011. у општини је живело 3.801 становника.
| 1951. | 1961. | 1971. | 1981. | 1991. | 2001. | 2011. |
| ----- | ----- | ----- | ----- | ----- | ----- | ----- |
| 3.992 | 3.778 | 3.515 | 3.316 | 3.504 | 3.602 | 3.801 |